# Црквени тутор
Црквени тутор или црквењак је у Православној цркви човек који се брине о цркви. Тутор нема свештенички чин.
Тутор прикупља прилоге парохијана и оставе на одређено место и подноси рачун о приходима и расходима цркве или манастира у току године. Њихов је циљ да умање било какво ометање службе или проповеди.
Између осталих дужности, у уобичајене дужности тутора спадају: паљење кандила и свећа пред иконама, припрема и уређивање црквених књига за Литургију и друге верске службе као и звоњење звона.